# Armindo Fonseca
Armindo Fonseca (Rennes, 1 mei 1989) is een Frans wielrenner die anno 2018 rijdt voor Fortuneo-Samsic. Fonseca is van Portugese afkomst.

## Overwinningen
2011
Proloog Ronde van de Elzas (ploegentijdrit)
2014
1e etappe Boucles de la Mayenne
Ronde van de Vendée

## Resultaten in voornaamste wedstrijden
| Jaar | Ronde van Italië | Ronde van Frankrijk | Ronde van Spanje |
| ---- | ---------------- | ------------------- | ---------------- |
| 2012 |                  |                     |                  |
| 2013 |                  |                     |                  |
| 2014 |                  | 138e                |                  |
| 2015 |                  | 119e                |                  |
| 2016 |                  | 146e                |                  |
| 2017 |                  |                     |                  |

| Jaar | Luik-Bast.‑Luik | Waalse Pijl | Parijs-Tours |
| ---- | --------------- | ----------- | ------------ |
| 2012 |                 |             | 39e          |
| 2013 |                 |             | 88e          |
| 2014 |                 |             |              |
| 2015 |                 | 116e        | opgave       |
| 2016 | opgave          | 76e         |              |
| 2017 |                 | 63e         | 163e         |

## Ploegen
- 2011 –  Bretagne-Schuller
- 2012 –  Bretagne-Schuller
- 2013 –  Bretagne-Séché Environnement
- 2014 –  Bretagne-Séché Environnement
- 2015 –  Bretagne-Séché Environnement
- 2016 –  Fortuneo-Vital Concept
- 2017 –  Fortuneo-Oscaro[1]
- 2018 –  Fortuneo-Samsic

Berthou · Bideau · Blot · Bonsergent · Calzati · Delpech · Dion · Duret · Fonseca · Guillou · Halleguen · Hardy · Le Bon · Malacarne · Pichon · Vachon · Barguil (stagiair) · Mallegol (stagiair)
Berthou · Bideau · Blot · Champion · Delpech · Dion · Duret · Fonseca · Guillou · Halleguen · Hardy · Le Bon · Lequatre · Malacarne · Pichon · Vachon
Bideau · Corbel · Delpech · Dion · Duret · Fonseca · Gérard · Guillou · Jarrier · Koretzky · Laengen · Le Montagner · Lequatre · Malacarne · Périchon · Sepúlveda · Vachon · Kudus (stagiair) · Seigneur (stagiair)
Bideau · Corbel · Delaplace · B. Feillu · R. Feillu · Fonseca · Gérard · Guillou · Jarrier · Koretzky · Laborie · Laengen · Le Montagner · Périchon · Sepúlveda · Vachon · Bonnamour (stagiair) · Journiaux (stagiair) · Ledanois (stagiair)
Bideau · Boulo · Brun · Cam · Delaplace · Fédrigo · B. Feillu · R. Feillu · Fonseca · Gérard · Guillou · Hivert · Hoetarovitsj · Jarrier · Laborie · Ledanois · McLay · Périchon · Sepúlveda · Vachon · Bonnamour (stagiair) · Godoy (stagiair) · Madouas (stagiair)
Bonnamour · Bouet · Corbel · Daniel · Delaplace · Feillu · Fonseca · Gérard · Gesbert · Hardy · Jarrier · Jeannesson · Ledanois · McLay · Mourey · Périchon · Pichon · Sepúlveda · Vachon · Vallée · Guernalec (stagiair) · Molly (stagiair) · Riou (stagiair)
Barguil · Bonnamour · Bouet · Carbel · Daniel · Delaplace · Feillu · Fonseca · Gérard · Gesbert · Hardy · Jarrier · Le Roux · Ledanois · Lunke · Maison · Moinard · Périchon · Pichon · Russo · Vachon · Welten